# Moving Hearts
Moving Hearts — ирландская келтик-рок-группа, сформированная в 1981 году. Последовав примеру Horslips, они комбинировали ирландскую народную музыку и рок-н-ролл, также добавляя элементы джаза. Группа распалась после четырёх лет существования, оказав сильное влияние на современную кельтскую музыку.
Оригинальный состав объединяет некоторых из лучших музыкантов Ирландии. Мульти-инструменталист Donal Lunny и певец, гитарист, автор песен Christy Moore ранее играли вместе в Planxty. Гитарист Declan Sinnott сотрудничал с Мэри Блэк и Sinéad Lohan. Волынщик Davy Spillane выступал вместе с Horslips. На несколько месяцев к группе присоединялся саксофонист Keith Donald, участник таких джазовых коллективов, как Jim Doherty's Spon и Noel Kelehan's Quintet. Замыкают состав барабанщик Brian Calman и басист Eoghan O'Neill. Через два года Brian Calman покидает группу из-за «музыкальных разногласий», что стало предвестником предстоящих кадровых изменений. Christy Moore начинает сольную карьеру, вместо него новым вокалистом становится Mick Hanley. После записи единственного альбома Live Hearts (1983) Mick Hanley был заменён женщиной Flo McSweeney. Кадровые изменения, однако, на этом не прекратились. Группа распалась в 1985 году и с тех пор периодически собирается вместе для выступлений.

## Дискография
- Moving Hearts (1981, WEA) / (1986, Green Linnet)
- The Dark End of the Street (1982, WEA)
- Live Hearts (1983, WEA) / (1986, Green Linnet)
- The Storm (1985, Tara)
- Live in Dublin (2008, Rubyworks)

### Сборники
- The Platinum Collection (2007)

## Видеоклипы
- Moving Hearts - Titanic (Live instrumental)
- Moving Hearts - Category (Live instrumental)